# Biéha (département)
Pour les articles homonymes, voir Biéha.

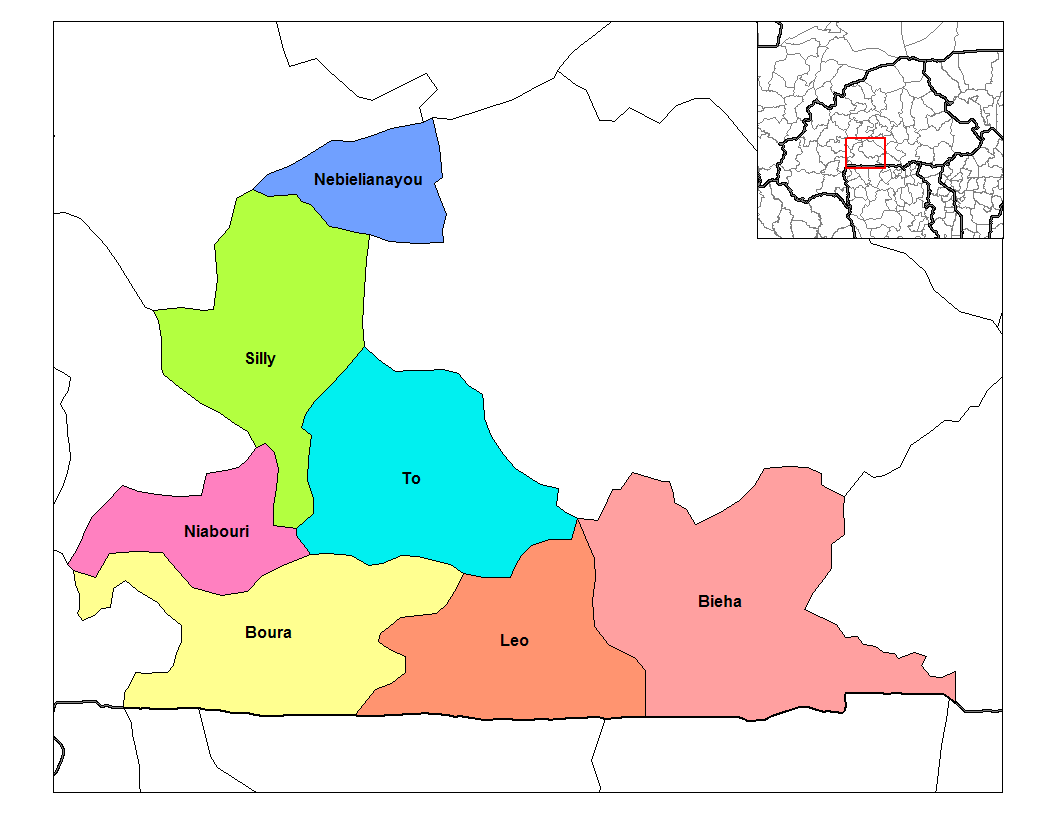
Localisation de la province de Sissili

Biéha est à la fois une commune rurale et un département de la même superficie du Burkina Faso située dans la province de Sissili et dans la région Centre-Ouest.
En 2006 le dernier recensement comptabilise 29 859 habitants

## Villes
La commune se compose d'un chef-lieu:
- Biéha

et de 21 villages:
| - Biniou - Boala - Bori - Danfina - Konzio - Koumbo | - Koumbogoro - Kounou - Livara - Naboré - Nakoayaro | - Neboun - Oukouna - Pien - Pissaï - Prata | - Saboué - Tacien - Vrou - Yallé - Yelbouga |